# Андрієвка (Благовіщенський район)
Андрі́євка (рос. Андреевка, башк. Андреевка) — присілок у складі Благовіщенського району Башкортостану, Росія. Входить до складу Ніколаєвської сільської ради.
Населення — 33 особи (2010; 26 в 2002).
Національний склад:
- росіяни — 77 %